# Гора Кука
Гора́ Ку́ка (англ. Mount Cook) или Аораки (маори Aoraki), — гора в новозеландских Южных Альпах, высочайшая (3724 м) точка Новой Зеландии, находится в западной части Южного острова недалеко от побережья.
Эта сложенная кристаллическими породами гора с крутыми склонами, имеющая форму седла, покрыта снегом и ледниками. В год здесь выпадает около 7600 мм осадков, внизу на склонах произрастают уникальные дождевые леса умеренного климата с многочисленными эндемичными видами растений.
Гора Кука — часть одноимённого национального парка, в котором насчитывается более 140 пиков высотой выше 2000 м.
На языке маори гора именуется Аораки, что означает, по одной из версий, «большое белое облако». В 1851 году капитан Джон Лорт Стоукс дал вершине английское название в честь Джеймса Кука, который исследовал острова Новой Зеландии в 70-е годы XVIII века, плавая вокруг них на кораблях. Однако во время этой экспедиции Кук не видел горы, в названии которой впоследствии увековечили его имя.
Первое известное восхождение на Аораки было совершено на Рождество 25 декабря 1894 года (в южном полушарии — летом) местными альпинистами. Вершину покорили трое новозеландцев — Том Файф, Джордж Грэм и Джон (Джек) Майкл Кларк. Они начали восхождение из долины Хукер и поднялись по маршруту, ныне известному как Северное ребро. Первой женщиной, покорившей вершину, стала австралийская альпинистка Эммелин Фреда Дю Фор, которая совершила восхождение 3 декабря 1910 года

## Интересные факты
- В Большой советской энциклопедии и во множестве других энциклопедий, словарей и справочников указана высота горы Кука 3764 м, но причина расхождений — не ошибка в измерениях. С вершины 14 декабря 1991 года сошло более 10 млн м³ горных пород, снега и льда, после чего её высота уменьшилась на 10 м (до 3754 м), а в последующие десятилетия ледниковый покров подвергался эрозии, а также, как полагают учёные, произошли изменения в геоморфологии горы. Специалисты Национальной школы топографических исследований в Отаго на основании анализа высокоточных GPS-данных, изучения материалов аэрофотосъемки и т. д. установили в 2013 году, что реальная высота горы составляет 3724 м.[9]
- Первым европейцем, увидевшим гору, вопреки распространённому мнению, был не Джеймс Кук, а Абель Тасман в 1642 году (в честь него названа вторая по высоте вершина Новой Зеландии — гора Тасмана).
- В кинотрилогии Питера Джексона «Властелин колец», гора Кука сыграла роль горы Карадрас, в которой располагалось государство гномов Мория.